# Naaktmodel

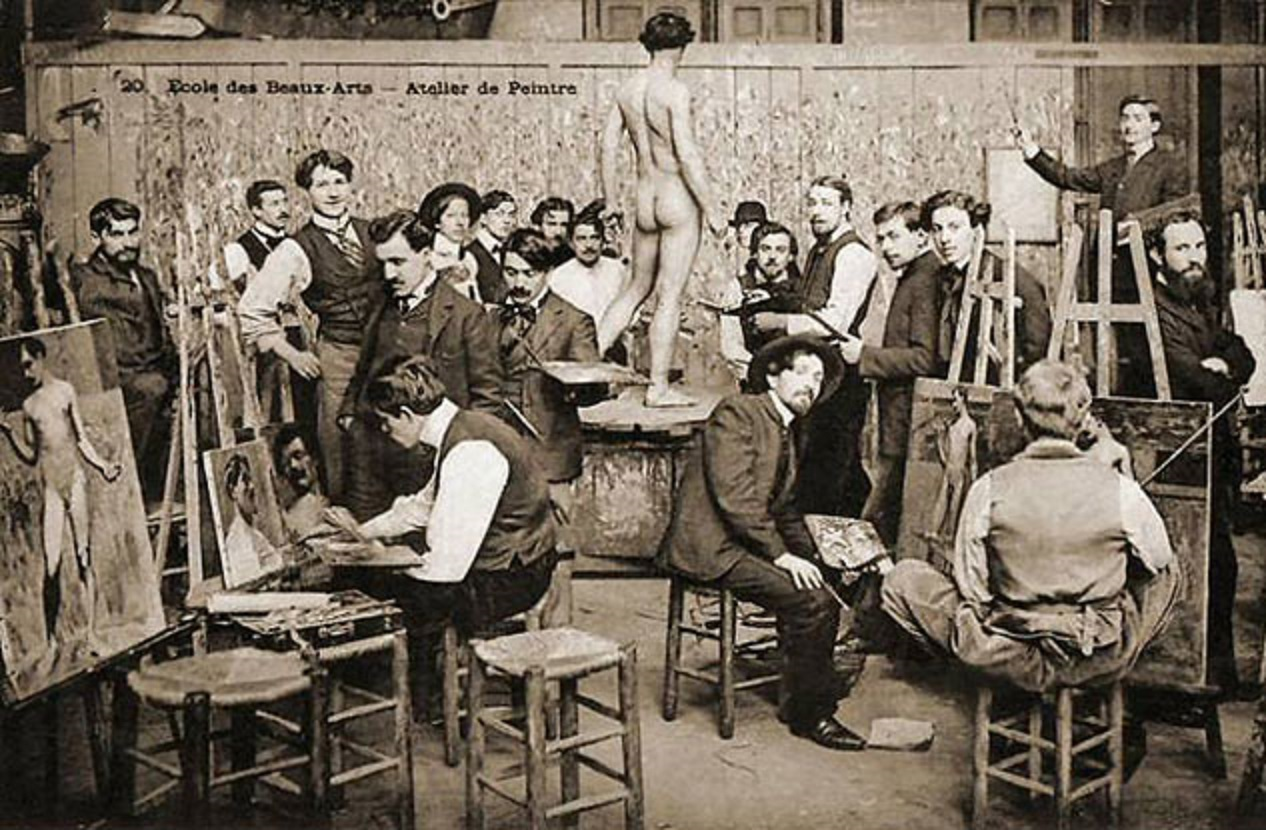
Model poserend voor een groep studenten in een Franse kunstschool, eind 19e eeuw

Een naaktmodel is een model dat ongekleed poseert voor kunstenaars, academiestudenten of amateurs. De vier meest voorkomende kunstvormen die gebruikmaken van naaktmodellen zijn tekenen, schilderen, beeldhouwen en fotografie.

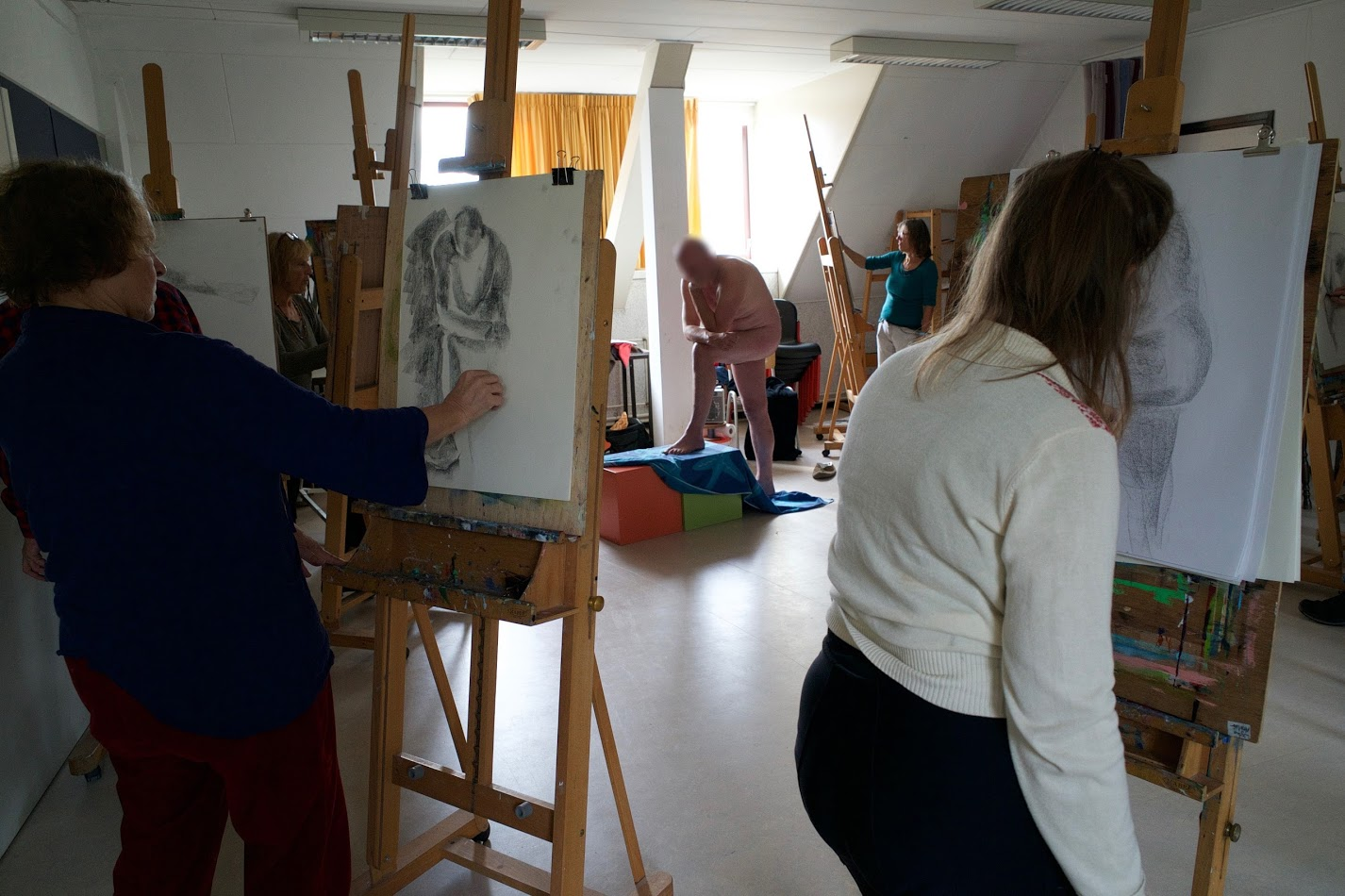
Masterclass Sam Drukker Wijk bij Duurstede 2018 naaktmodel

Het modeltekenen en schilderen op de kunstacademie is het doel het lichaam te leren weergeven van mensen in verschillende leeftijden, vormen en etniciteiten. Er zijn daardoor weinig beperkingen in de keuze van het model. Kinderen worden doorgaans niet gevraagd, omdat men aanneemt dat zij te jong zijn om te kunnen poseren.

## Geschiedenis
De Oude Grieken (zie ook mannelijk naakt in de Griekse kunst), bij wie het naakte lichaam een alledaags verschijnsel was, hadden veel minder behoefte aan professionele modellen dan de modernen. Toch het is zeer onwaarschijnlijk dat hun kunstwerken tot stand zouden zijn gekomen zonder veelvuldig naar de waarneming te werken; het is waarschijnlijk in het Oude Griekenland dat voor het eerst gebruik is gemaakt van naaktmodellen. De vertelling over Zeuxis door Valerius Maximus, die vijf van de mooiste maagden van de stad Crotone als modellen kreeg aangeboden voor zijn schilderij van Helena, toont het gebruik van modellen aan. 

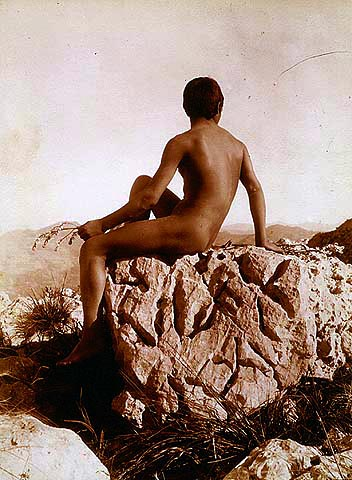
Wilhelm von Gloeden (1856-1931), De jeugd in een klassieke pose

Tijdens de Renaissance gebruikten schilders doorgaans hun familieleden, vrienden en kennissen als modellen, zoals blijkt uit vele bronnen afkomstig uit Venetië, Florence, Rome en andere steden, en de verhalen over Titiaan en de hertogin van Ferrara, en over Botticelli en Simonetta Vespucci. Ze maken duidelijk dat dames van hoge afkomst er soms niet afkerig van waren hun charmes door het schilderspenseel te laten vereeuwigen. Betaalde modellen waren niet onbekend, zoals het verhaal over de ongelukkige contadino die door Jacopo Sansovino als model voor zijn standbeeld van Bacchus laat zien.
Het kunstenaarsmodel als (neven)beroepsactiviteit ontstaat samen met de kunstacademies, hun grootste afzetmarkt.

## Poseren

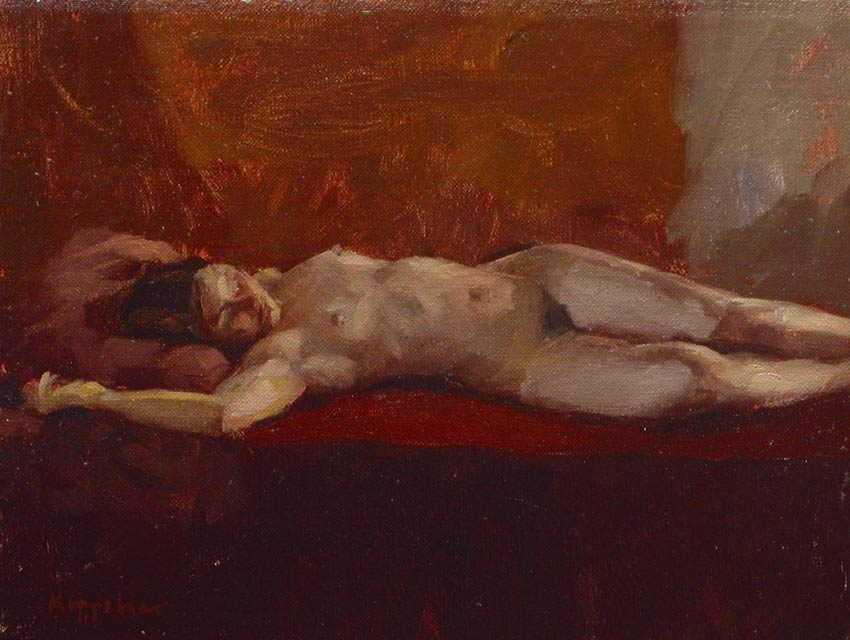
Liggende pose
schilderij door Frans Koppelaar

Gedurende het poseren wordt van het model verwacht dat het niet beweegt. Rekening houdend met de fysieke beperkingen van het model, wordt het poseren regelmatig onderbroken voor pauzes; bijvoorbeeld volgens een schema van 25 minuten poseren en 10 minuten pauze. De ervaring en de bekwaamheid van het model alsmede de moeilijkheidsgraad van de pose zullen bij het vaststellen van de duur van de poseersessie een rol spelen.
Poses kunnen verdeeld worden in drie categorieën: staand, zittend, en liggend. Binnen ieder van deze bestaan verschillende moeilijkheidsgraden, zodat de ene categorie niet altijd makkelijker is dan een andere. Kunstenaars en docenten zullen vaak poses kiezen waarbij de spieren en spiergroepen actief zijn voor meer dynamische en esthetische onderwerpen. Bekende poses als gedraaide standen, hangend zitten en in het bijzonder de klassieke contrapposto zijn moeilijk gedurende langere tijd vol te houden.

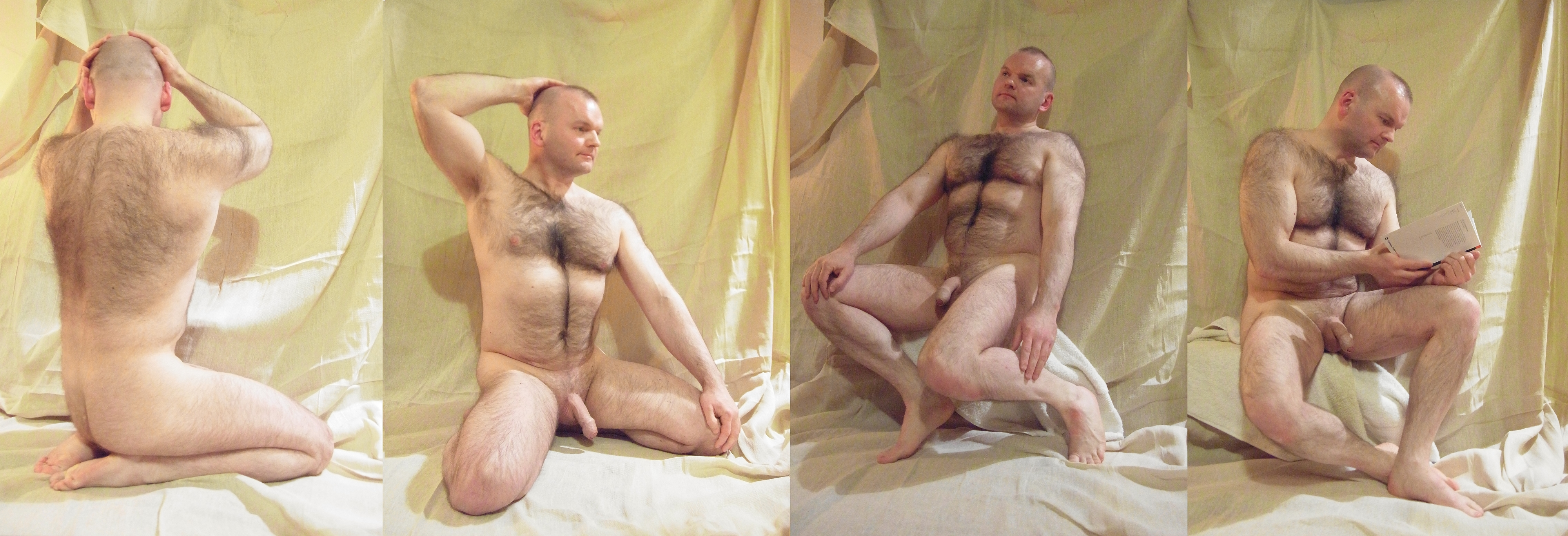
Kunstenaars en docenten zullen vaak poses kiezen waarbij de spieren en spiergroepen actief zijn voor meer dynamische en esthetische onderwerpen.

Poseersessies kunnen variëren van enkele seconden tot meerdere uren. Korte dynamische poses kunnen gebruikt worden voor het weergeven van actie. Hierbij neemt het model een pose aan die niet lang is vol te houden, maar juist lang genoeg om de kunstenaar de gelegenheid te geven snel de essentie ervan vast te leggen. Voor langduriger poses waarbij het model een of meer pauzes moet nemen, worden vaak krijttekens of plakband gebruikt als referentie voor de positie van het model.